# Cleora eumelana
Cleora eumelana är en fjärilsart som beskrevs av Fletcher 1967. Cleora eumelana ingår i släktet Cleora och familjen mätare. Inga underarter finns listade i Catalogue of Life.